# Nat Pierce
Nathaniel Pierce Blish jr. (ur. 16 lipca 1925 w Somerville, zm. 10 czerwca 1992 w Los Angeles) – amerykański muzyk jazzowy, pianista, kompozytor, aranżer i bandlider.

## Życiorys
Studiował w New England Conservatory of Music (NEC) w Bostonie. Współpracował jako amator z lokalnymi zespołami. W latach 1949–1951 prowadził własny, niestały big-band, w którym grał saksofonista Charlie Mariano. W tym czasie podrzucał swoje aranżacje bandliderom Countowi Basiemu i Woody’emu Hermanowi, który w 1951 go zatrudnił. W The Third Herd pracował do 1955 jako pianista i aranżer.
Osiadł w Nowym Jorku, gdzie działał jako „wolny strzelec”. Był wziętym aranżerem, pianistą studyjnym i okazjonalnym bandliderem. Współpracował z saksofonistami Rubym Braffem, Lesterem Youngiem, Colemanem Hawkinsem, trębaczem i bandliderem Quincym Jonesem, klarnecistą Pee Wee Russellem i wokalistką Ellą Fitzgerald. W 1957 uczestniczył w dwóch znaczących przedsięwzięciach: aranżował muzykę do cyklicznego programu telewizji CBS „The Sound of Jazz” oraz jako pianista w sekcji rytmicznej Basiego wziął udział w nagraniu pierwszego albumu supertria wokalnego Lambert, Hendricks & Ross Sing a Song of Basie. W latach 1957–1959 prowadził z przerwami własny big-band, w którym grali m.in. trębacz Buck Clayton, saksofonista Paul Quinichette i perkusista Gus Johnson.
W 1961 powrócił do Hermana i sprawił, że podczas jego pobytu orkiestra odnotowała renesans artystyczny i komercyjny. Pełnił wówczas funkcje: głównego aranżera, „road managera” oraz łowcy talentów. W 1966 odszedł z big-bandu Hermana, żeby znów pracować na własną rękę. Aranżował repertuar dla m.in. Anity O’Day i Carmen McRae. Współpracował z zespołami Earla Hinesa, Louiego Bellsona i Billa Berry’ego, oraz ponownie wspierał Hermana. Okazjonalnie, w zastępstwie bandliderów prowadził orkiestry Basiego i Stana Kentona.
W 1971 przeprowadził się do Los Angeles. Cztery lata później podjął współpracę z perkusistą Frankiem Cappem. W 1975 założył z nim big-band The Capp-Pierce Juggernaut, którego skład tworzyli najlepsi muzycy studyjni w Los Angeles. Orkiestra nagrała kilka płyt dla wytwórni Concord Jazz, m.in. z gościnnym udziałem takich gwiazd wokalistyki jazzowej, jak Joe Williams i Ernestine Anderson. Prowadził ją z przerwami aż do śmierci.
W 1977 pojawił się w epizodzie w filmie fabularnym Martina Scorsese New York, New York. Natomiast w 1980 odbył europejskie tournée jako członek formacji The Countsmen. Stale współpracował z wytwórnią Concord, nagrywając jako sideman m.in. z saksofonistą Scottem Hamiltonem i perkusistą Jakem Hanną.
Zmarł wskutek komplikacji wywołanych infekcją przewodu pokarmowego. Miał 66 lat. Został pochowany na cmentarzu Inglewood Park w Los Angeles.

## Wybrana dyskografia

### Jako lider lub współlider
- 1954
  - The Nat Pierce–Dick Collins Nonet (Fantasy)
  - Nat Pierce and the Herdsmen Featuring Dick Collins (Fantasy)
- 1957 Kansas City Memories – Nat Pierce and His Orchestra (Coral)
- 1962 Big Band at the Savoy – The Nat Pierce Orchestra Featuring Buck Clayton (RCA Victor)

The Jaggernaut
- 1977 Frankie Capp/Nat Pierce – Juggernaut (Concord Jazz)
- 1978 Live at the Century Plaza – The Capp/Pierce Juggernaut Featuring Joe Williams (Concord Jazz)
- 1982 Juggernaut Strikes Again! – The Capp/Pierce Orchestra Featuring Ernie Andrews (Concord Jazz)
- 1987 The Frank Capp/Nat Pierce Juggernaut Featuring Ernestine Anderson – Live at the Alley Cat (Concord Jazz)

### Jako sideman
Z Louiem Bellsonem
- 1958 Drummer’s Holiday (Verve)
- 1975 The Louis Bellson Explosion (Pablo)

Z Rubym Braffem
- 1957 The Ruby Braff Octet with Pee Wee Russell & Bobby Henderson at Newport (Verve)

Z Bennym Carterem
- 1978 Benny Carter – Live and Well in Japan! (Pablo Live)

Z Alem Cohnem
- 1955 The Natural Seven (RCA Victor)

Z Freddiem Greenem
- 1955 Mr. Rhythm (RCA Victor)

Z Colemanem Hawkinsem
- 1958 The Saxophone Section (World Wide)
- 1961 Jazz Reunion – Pee Wee Russell–Coleman Hawkins (Candid)

Z Johnnym Hodgesem
- 1967 Triple Play (RCA Victor)

Z Paulem Quinichettem
- 1957 For Basie (Prestige)
- 1958 Basie Reunion (Prestige)
- 1959 Like Basie! (United Artists)

Z Buddym Tate’em
- 1970 Unbroken (MPS)

Z Woodym Hermanem
- 1963 Woody Herman – 1963 (Philips)